# Regina Aguilar Motta
Regina Aguilar Motta (Sant Quirze del Vallès, Vallès Occidental, 5 de desembre de 1997) és una jugadora de bàsquet catalana.
Base, debutà amb dinou anys a la Lliga femenina 2 amb el Barça CBS, amb el qual guanyà una Lliga catalana 2 (2018-19). La temporada 2021-22 jugà al Visby Ladies de la lliga sueca i la següent fitxà pel Celta Zorka Recalvi de la Lliga femenina Challenge. Amb el club gallec guanyà la final a quatre per l'ascens a la Lliga femenina, on fou escollida MVP del torneig. El juny de 2024 fitxà pel Cadí la Seu.